# Przemysław Kantyka
Przemysław Kantyka (* 15. Dezember 1996 in Gilowice) ist ein ehemaliger polnischer Skispringer.

## Werdegang
Kantyka begann seine internationale Karriere im August 2011 im FIS-Cup. Ein Jahr später sprang er in Wisła ebenfalls in dieser Serie, verpasste aber erneut die Punkteränge. Im Januar 2013 stand er nach einem siebenten Platz in Râșnov an gleicher Stelle einen Tag später als Dritter erstmals auf dem Podium. Auf der Trambulina Valea Cărbunării bestritt er im Februar auch das Europäische Olympische Winter-Jugendfestival 2013, wobei er nach dem 23. Platz im Einzelspringen mit der Mannschaft auf dem 10. Platz landete. Im Juli 2013 bestritt Kantyka in Kranj erstmals zwei Springen im Skisprung-Continental-Cup. Im ersten Springen verpasste er als 32. nur knapp die Punkteränge. Drei Wochen später stand er im FIS-Cup von Szczyrk als Dritter erneut auf dem Podium. Daraufhin reiste er zum Continental Cup nach Kuopio. Mit den Plätzen 23 und 20 sammelte er dabei seine ersten Wertungspunkte. Es folgten zwei Top-10-Platzierungen im FIS-Cup von Zakopane, wobei er als Dritter ein weiteres Podium erreichte.
Ab September 2013 gehörte Kantyka fest zum Continental-Cup-Kader. Bis Februar 2014 konnte er aber lediglich einmal in die Punkteränge springen, erreichte aber mit Rang 16 in Klingenthal sein bis dahin bestes Resultat in dieser Serie. Im Februar wechselte er zurück in den FIS-Cup, fand aber auch da nur langsam zu seinen alten Leistungen zurück. Im Dezember 2014 gelang ihm mit dem zweiten Platz in Notodden seine bis dahin höchste internationale Einzelplatzierung. Auch im Januar stand er als Dritter in Kranj wieder auf dem Podest. Am Ende der Saison wurde er Dritter der FIS-Cup-Gesamtwertung. Bei den folgenden Junioren-Weltmeisterschaften 2015 in Almaty wurde er Zehnter im Einzel und verpasste als Vierter mit der Mannschaft nur knapp seine erste Medaille. Im Juli erreichte er im Continental Cup in Kranj erstmals die Top 10. Daraufhin bestritt er wenig später die Qualifikation zum Skisprung-Grand-Prix in Wisła, verpasste aber als 50. den Wettbewerb. Eine Woche später feierte er mit dem zweiten Platz an gleicher Stelle sein erstes Continental-Cup-Podium. Im September sprang er im Rahmen des Grand Prix in Tschaikowski, wobei er als 31. und 38. ohne Punkte blieb.
Ab Januar 2016 gehörte Kantyka wieder fest zum Continental-Cup-Kader und sprang bis zum Ende der Saison 2015/16 in die Punkteränge. Bei den Junioren-Weltmeisterschaften 2016 in Râșnov wurde er 12. im Einzel und Siebenter mit der Mannschaft im ersten Teamspringen. Im Mixed-Team wurde er mit seinen Mannschaftskollegen am Ende Elfter. In Wisła bestritt er am Saisonende erstmals die Qualifikation für den Skisprung-Weltcup, verpasste aber sein Debüt in der höchsten Serie knapp.
Für die Saison 2016/17 bekam Kantyka erneut einen Platz im B-Kader. Bei der Winter-Universiade 2017 im japanischen Sapporo gewann er mit seinen Landsleuten Stanisław Biela und Krzysztof Miętus die Bronzemedaille im Mannschaftswettbewerb hinter Russland und Slowenien.
Kantyka beendete nach der Skisprungsaison 2018/19 im März seine Karriere.

## Statistik

### Sommer-Grand-Prix-Platzierungen
| Saison | Platz | Punkte |
| ------ | ----- | ------ |
| 2018   | 65.   | 11     |

### Continental-Cup-Platzierungen
| Saison  | Sommer | Sommer | Winter | Winter | Gesamt | Gesamt |
| Saison  | Platz  | Punkte | Platz  | Punkte | Platz  | Punkte |
| ------- | ------ | ------ | ------ | ------ | ------ | ------ |
| 2013/14 | 055.   | 034    | –      | –      | 107.   | 034    |
| 2014/15 | 067.   | 036    | 124.   | 006    | 110.   | 042    |
| 2015/16 | 008.   | 283    | 054.   | 102    | 029.   | 385    |
| 2016/17 | 051.   | 059    | –      | –      | 100.   | 059    |
| 2017/18 | 049.   | 050    | 040.   | 153    | 046.   | 203    |
| 2018/19 | 008.   | 277    | 056.   | 096    | 026.   | 373    |